# Stoenești (Vâlcea)
Stoeneşti é uma comuna romena localizada no distrito de Vâlcea, na região de Oltênia. A comuna possui uma área de  km² e sua população era de 3828 habitantes segundo o censo de 2007.